# All Systems Go!
All Systems Go! is een Canadese punkband, waar ex-leden spelen van onder andere Big Drill Car, Doughboys, Asexuals en Carnations. Nadat Big Drill Car in 1995 werd opgeheven, vormden de ex-leden Frank Daly en Mark Arnold All Systems Go! samen met John Kastner's en Peter Arsenault, voormalig leden van Doughboys, een andere punkband die werd opgeheven in 1996.
In 1999 gaf de band een gelijknamige demo uit op cd. Frank Daly een jaar later verliet Frank Daly de band en werd vervangen door Thomas D'Arcy (van de band Carnations), die basgitaar speelde en ook zong. Met deze formatie werd een studioalbum opgenomen, namelijk Mon Chi Chi.
Thomas D'Arcy verliet de band kort daarna en werd tijdelijk vervangen door Karl Alvarez (van Descendents en All). De band heeft meerdere malen met deze line-up getoerd, maar heeft er geen nieuw studioalbum mee uitgebracht.
In 2007, na enkele jaren inactief geweest te zijn, werd er een verzamelalbum, getiteld A Late Night Snack, via iTunes uitgegeven, in de vorm van een muziekdownload. Hier stonden nummers op die nog niet eerder waren uitgegeven, inclusief nummers waar de oude drummer (Frank Daly) op te horen is.

## Discografie
- All Systems Go! (1999)
- I'll Be Your Radio (2001, ep)
- Mon Chi Chi (2002)
- Fascination Unknown (2003, ep)
- Tell Vicky (2003, ep)
- A Late Night Snack (2007)